# TotalTV (Serbie)
Pour les articles homonymes, voir TotalTV.

Logo

TotalTV est un bouquet de télévision par satellite. TotalTV fait partie du groupe serbe SBB (Serbia Broadband / Srpske kablovske mreže).
Le bouquet est diffusé via le satellite Eutelsat sur les coordonnés suivante 16A (16.0E). TotalTV peut être souscrit en Serbie ainsi qu'en Croatie, Slovénie, au Monténégro, Macédoine (pays), Bosnie-Herzégovine.
TotalTV offre plus de 73 chaînes TV numériques par satellite en langue serbo-croate c'est-à-dire des chaînes serbes, bosniaques, monténégrines, croates et même slovènes et macédoniennes (qui ne sont pas de langue serbo-croate). TotalTV touche un marché de 27 millions de personnes dans les Balkans. TotalTV diffuse aussi 20 chaînes étrangères (History, National Geographic ou encore Discovery) en langue anglaise sous-titrée en serbo-croate (en alphabet latin).
Il est possible de recevoir le bouquet dans tout l'Europe, il est diffusé en Autriche, Allemagne, Suisse, France, Benelux, scandinavie. Il suffit pour cela de souscrire un abonnement en Serbie, Bosnie-Herzégovine, Monténégro ou Slovénie. La diaspora serbo-croates en Europe est évaluée à environ 8 millions de personnes en Europe hors Balkans.[réf. nécessaire]
TotalTV est protégé par le système de brouillage Groupe NDS VideoGuard.

## Premium / généraliste
- RTS 1
- RTS 2
- RTRS (république serbe de Bosnie)
- TV Avala
- TV Košava
- B92
- Fox (en serbo-croate)
- Enter
- OBN (chaîne de l'Union européenne, en Bosnie)
- RTV Pink
- Pink BH
- FTV
- RTCG
- BN
- BM
- BHT 1
- SLO 1 (Slovénie)
- SLO 2 (Slovénie)
- SLO 3 (Slovénie)
- MKTV (Macédoine)
- Al Jazeera Balkans chaîne internationale (qatari), en serbo-croate[3],[4].

## Information
- B92 Info
- Fox Vesti

## Art de vivre
Most

## Découverte
DoQ en anglais, sous-titres en serbo-croate latin.

## Sport
- SOS (chaines serbes)
- Sport Kblub+
- Sport Klub
- Eurosport (en serbo-croate)

## Cinéma
- HBO Comedy anglais sous-titres en serbo-croate,
- Pink Movies
- Pink Film

## Jeunesse
- Kanal D
- Happy TV

## Ados
Pink Kids

## Musique
- Spectrum
- MTS
- Super TV
- MTV Adria
- Balkania
- Pink Music

## Locales, culture et société
- Kopernikus
- Palma Plus
- Panonija
- RTRS chaînes de la république serbe de Bosnie,

## Radios
- B92
- Radio Pink
- Radio Index
- Aurea Radio
- OK radio Beograd
- Radio SvetPLUS
- Makedonsko
- Radio S
- Radio Srbija
- Radio Pink internationale
- GRAND
- VIP radio
- Kiss Radio
- Vikom RTV
- Radio Montenegro
- Radio Atlas
- BH Radio 1

## Charme
- X-Dream TV
- FreeX TV
- FreeX TV2